# Strongylocentrotus
Strongylocentrotus Brandt, 1835 è un genere di ricci di mare appartenenti alla famiglia Strongylocentrotidae.

## Tassonomia
In questo genere sono riconosciute 9 specie:
- Strongylocentrotus djakonovi Baranova, 1957
- Strongylocentrotus droebachiensis (O. F. Müller, 1776)
- Strongylocentrotus fragilis Jackson, 1912
- Strongylocentrotus intermedius (A. Agassiz, 1863)
- Strongylocentrotus pallidus (G. O. Sars, 1871)
- Strongylocentrotus polyacanthus (A. Agassiz et H. L. Clark, 1907)
- Strongylocentrotus pulchellus A. Agassiz & H.L. Clark, 1907
- Strongylocentrotus purpuratus (Stimpson, 1857)

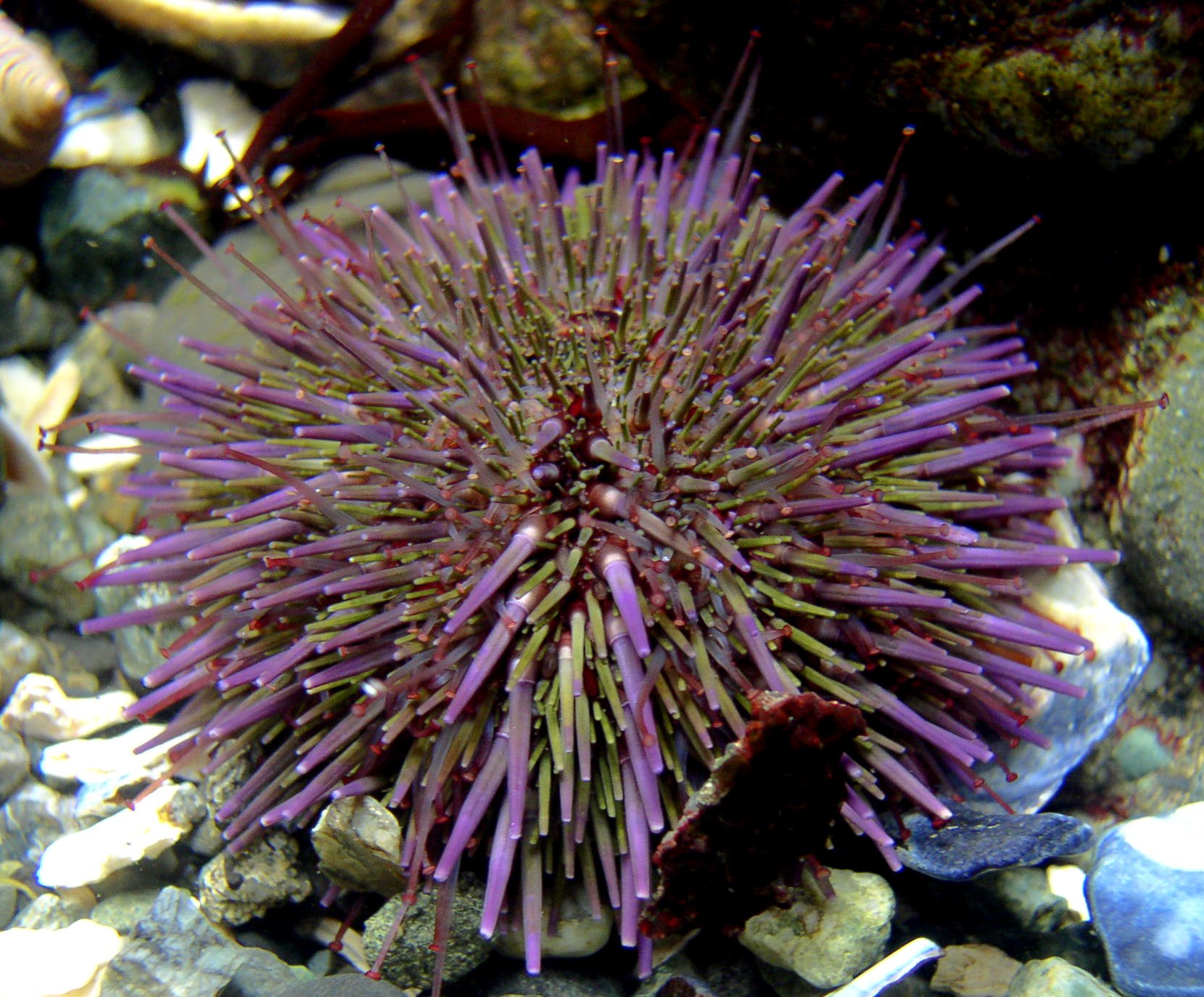
Strongylocentrotus purpuratus
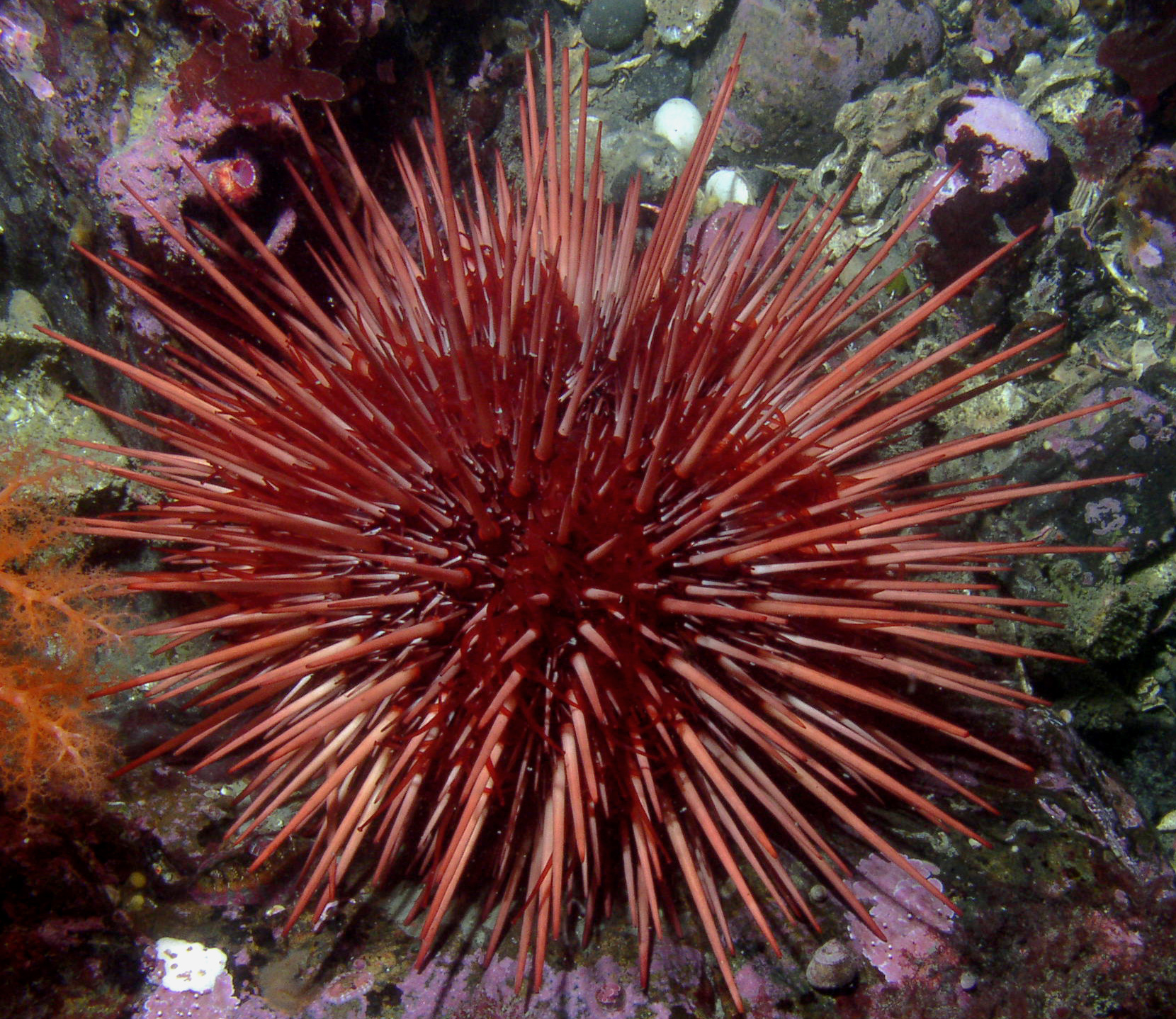
Strongylocentrotus franciscanus
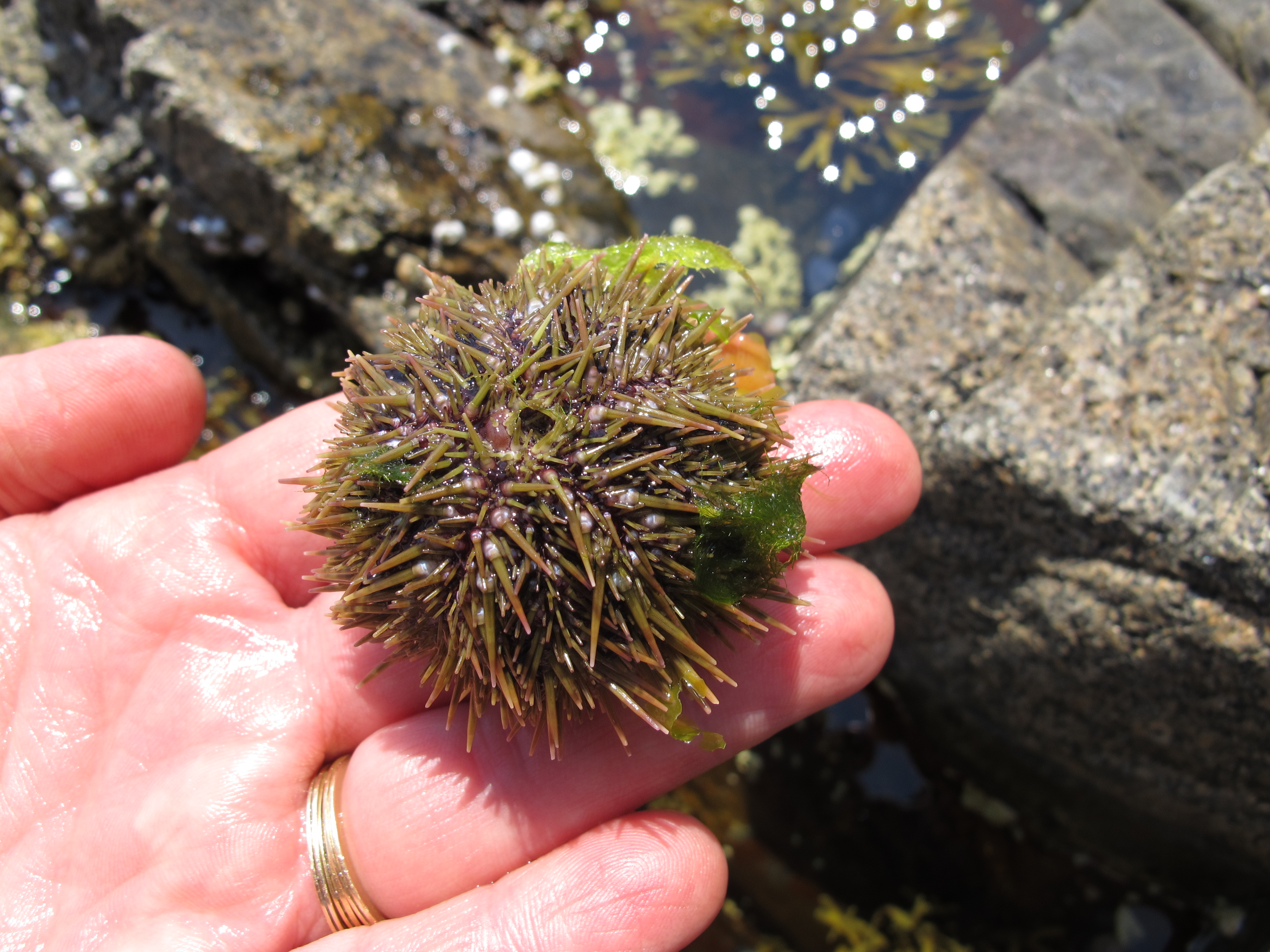
Strongylocentrotus droebachiensis
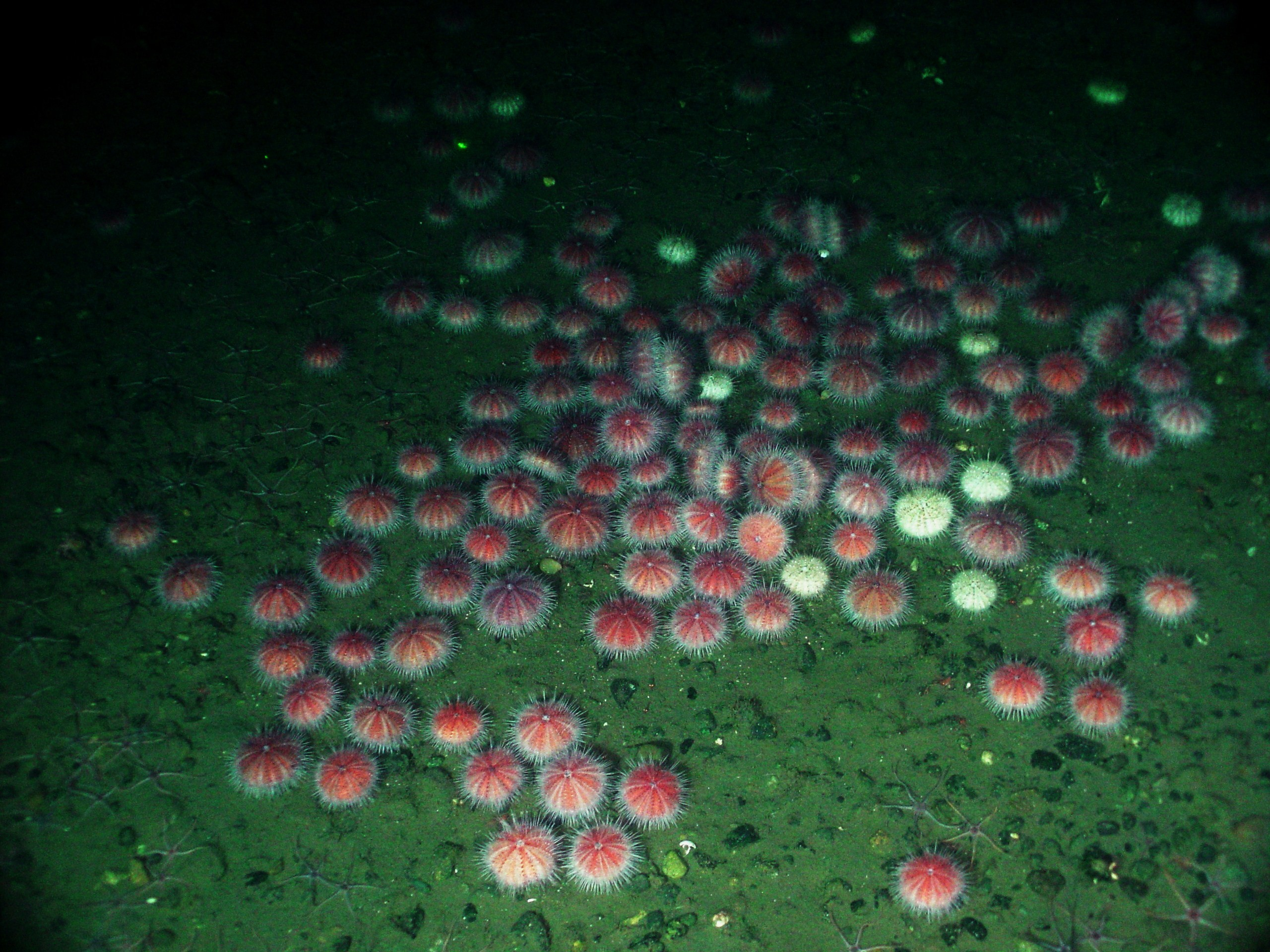
Strongylocentrotus pallidus (bianchi)